# ليندا تشين
ليندا تشين (بالصينية: 陈蒙鹤: تعرف أيضًا باسم ليندا تشين موك هوك أو ليندا تشين مونغ موك؛ 1928 - 29 ديسمبر 2002)، عالمة لغة وكاتبة ونسوية وسيدة أعمال سنغافورية، وُلدت في الصين. كانت قد هاجرت من الصين عندما كانت طفلة صغيرة، تعلمت تشين الصينية والإنجليزية ولغة الملايو، واستعملت موهبتها اللغوية لكتابة قاموس مالايويّ صيني المستخدم بشكل واسع لتعليم لغة الملايو في الخمسينيات والستينيات. خلال أيامها الدراسية، أصبحت ناشطة في حركة حقوق المرأة المناهضة للاستعمار. وبسبب نشاطها وتَركتها، كانت تُرى بمثابة تهديد وقائدة ثورة للتخلخل الشيوعي في البلد. بالرغم من إنكارها لكونها شيوعية، اعتُقلت في عام 1956 وسُجنت لمدة 20 شهرًا، إذ احتُجزت وأُبقيت تحت المراقبة لأربع سنوات بين 1959 و1963، ثم اعتُقلت من جديد عام 1963 باعتبارها جزءًا من عملية مخزن التبريد. وبعد إطلاق سراحها من السجن، عاشت في لندن أربع سنوات ثم عادت إلى سنغافورة، حيث أدارت متجر كتب عائلتها المتعدد الجنسيات حتى وفاتها.

## سيرتها الذاتية
ولدت ليندا تشين في عام 1928 في ونجو، تشيجيانغ في الصين، وأتت طفلة لسنغافورة مع والديها. كان والدها تشين يوه شوو رجل أعمال ثري في سنغافورة. ارتادت مدرسة تشونغ هوا للبنات ثم بدأت بدراسة التاريخ في جامعة مالايا عام 1951 في سنغافورة. وانضمت لنادي الجامعة الاشتراكي بعد انضمامها للكلية بفترة قصيرة. وأصبحت من القادة في سياسيات الطلاب، وكانت أحد المؤسسين لمؤسسة الوحدة الملاييّة الطلابية بعد انتهائها من دراستها الجامعية، مع أطروحة عن المؤرخ المسلم السيد الشيخ سيد أحمد الهادي، عملت مدرسة لغة إنجليزية لفترة وجيزة في ثانوية تشونغ تيشنغ للبنات، ثم بدأت بالعمل للحصول على درجة الماجستير. وقد جمعت القاموس الملاييّ الصيني خلال هذه الفترة، وترجمت عدة قصص أطفال صينية إلى لغة المالايو.
كانت تشين قادرة على إغلاق الفجوة اللغوية لدى مجموعات الطلاب وتسهيل عملهم معًا بسبب تحدثها الإنجليزية والصينية. وعملت أيضًا محررة على الإصدار الصيني للطلاب المالاييّن من النشرة الإخبارية لمؤسسة الوحدة الملاييّة الطلابية. وقد أدى بها تأثيرها إلى وضعها تحت المراقبة من قبل السلطات البريطانية التي كانت تخاف من التوسع الشيوعي ورأت تشكيل الناشطين من الطلاب للجناح اليساري والجبهات المتوحدة أرضًا خصبة لانتشار الشيوعية. أصبحت تشين رئيسة المجلس المناهض للثقافة الصفراء في سنغافورة الذي صنفه الطلاب على أنه جهد منظم للتخلص من تأثير مجتمع المتعة الغربي، ولم يتعبروا أنفسهم شيوعيين بالضرورة. وكانت الحكومة ترى حركة الطلاب تهديدًا للحكومة الموجودة وجبهةً شيوعية.
أسست تشين في عام 1956 اتحاد النساء في سنغافورة باعتباره مجموعة للضغط لحقوق المرأة ومحاربة الاستعمار في الوقت ذاته ونظاما اجتماعيا فضَّل اللغة الإنجليزية.
اعتقدت هي والمتطرفون الآخرون أن صراع النساء للمساواة يرتبط بالتغيير الاجتماعي والصراع الطبقي. وقد أُغلقت المنظمة في الحال، واعتُقلت تشين، واتُهمت بأنها تهدد للأمن. أصدرت الحكومة بيانًا يقول بأن تيشن رُحَّلت للصين، ولكن بعض المشرعين ناقشوا أنها ليست غريبة طالما عاشت في سنغافورة منذ عمر الخامسة. ترجَّى كل من تشين ووالديها أن تُرسل لبريطانيا لإكمال دراساتها. قضت 20 شهرًا في السجن قبل إطلاق سراحها عام 1958. تزوجت من تان سينغ هوات -في تلك السنة نفسها- الذي التقت به خلال أيامها حين كانت طالبة. أصبحت مُحاضرة في تاريخ جنوب شرق آسيا في جامعة نانيانغ وأكملت شهادة الماجستير مع أطروحة عن الصحف الصينية الأولى في سنغافورة: 1881-1912. ثم عادت إلى مشاكل حقوق النساء وشاركت في نقاشات وتخطيطات لميثاق المرأة (قانون برلماني) لتعديل قوانين الزواج في سنغافورة.
احتُجزت تشين عام 1959 بسبب ضباط أمنيين ادَّعوا دراستها لتاريخ الاتحاد السوفييتي والشيوعية، واتهموا تشين بقيادة شبكة من الطلاب والتخلخل في المدارس المتوسطة بأفكار ومواد متطرفة من خلال علاقاتها بجامعة مالايا وعبد الله ماجد، الذي ترأس لجنة البحث في النادي الاشتراكي. أبقي كل من تشين وماجد تحت المراقبة بصفتهم شيوعيين مشبوهين، وبحلول عام 1960 بدأ الأمن يتجمع حول نشاطات زوج تشين، وأختها وأخت زوجها أيضًا، إذ اعتقد الفرع الخاص أن تشين كانت مركز الشبكة الشيوعية في سنغافورة، فأُعيد اعتقالها للمرة الثانية في شهر فبراير عام 1963 خلال «عملية مخزن التبريد». وأُطلق سراحها في 21 يونيو 1964، وأَصدرت بيانًا على أنها غير شيوعية، بالرغم من تأييدها للاشتراكية في شبابها، وأنها اعتقدت أنها كانت تحارب ضد السياسات الاستعمارية.
رافقت تشين زوجها إلى لندن بعد إطلاق سراحها حيث أكمل دراساته العليا. وعاد الزوجان إلى سنغافورة عام 1967 وتولت تشين عمل العائلة وهو متجر كتب شنغهاي الذي كان لديه أفرع في سنغافورة وكوالا لمبور. نُشرت في تلك السنة نفسها أطروحتها للماجستير باللغة الإنجليزية من قبل إعلام جامعة مالايا وأصبحت النص القياسي لأصل الصحف الصينية في سنغافورة. ونشرت تشين في عام 1990 بمناسبة الذكرى السنوية الخامسة والعشرين لمتجر كتب شنغهاي مقالة «65 سنة من صناعة الآلات الصينية في سنغافورة (1925-1990)» التي ظهرت في المجلة التذكارية. ثم نُشر عملها عن الهادي عام 1999 من قبل المعهد الآسيوي لعلم الاجتماع في كوالا لمبور. شاركت بصفة متطوعة في منظمة للنساء -تسمى جمعية البحث والعمل- حتى وفاتها في 29 ديسمبر 2002، في سنغافورة.

## إرثها
أستُعمل قاموس تشين المالايويّ الصيني بصورة واسعة لتعليم الراغبين بتعلم لغة الملايو في الخمسينات والستينات، وتُرجمت رسالتها في الماجستير للصينية عام 2009 وعُقد حفل إطلاق كتاب تكريمًا لتشين من قبل المعهد الصيني في ماليزيا ومؤسسة التعليم والبحث لجامعة نانيانغ التكنولوجية.